# Kujō Kaneharu
Kujō Kaneharu (九条 兼晴) (17 mars 1641 - 6 décembre 1677), fils de Takatsukasa Norihira et fils adopté de Kujō Michifusa, est un noble de cour japonais (kugyō) de l'époque d'Edo (1603–1868). À la différence des autres membres de la famille, il n'occupe pas de fonctions de régent kampaku et sesshō. Il épouse une fille de Kujō Michifusa et une fille de l'empereur Go-Mizunoo. Avec la première il a un fils, Kujō Sukezane et avec la deuxième Nijō Tsunahira.

## Source de la traduction
- (en) Cet article est partiellement ou en totalité issu de l’article de Wikipédia en anglais intitulé « Kujō Kaneharu » (voir la liste des auteurs).